# Cristela Alonzo
Cristela Alonzo (nascida em 6 de janeiro de 1979) é uma comediante stand-up, atriz, escritora e produtora norte-americana. Estrelou no sitcom da ABC, Cristela, além de ser a criadora. É a primeira mulher mexicano-americana a criar, produzir, escrever e estrelar seu próprio programa nos Estados Unidos.